# La Diaria
La Diaria è un quotidiano uruguaiano, con sede a Montevideo. Fondato il 20 marzo 2006, è una delle più recenti testate giornalistiche del Paese.
La Diaria è edito solo dal lunedì al venerdì. Attuale direttore è Marcelo Pereira. Ideologicamente è schierato a sinistra, ma non è ufficialmente legato ad alcun partito politico.